# Гафмун Тауншип (округ Сентер, Пенсільванія)
Гафмун Тауншип (англ. Halfmoon Township) — селище (англ. township) в США, в окрузі Сентр штату Пенсільванія. Населення — 2790 осіб (2020).

## Демографія
Згідно з переписом 2010 року, у селищі мешкало 2667 осіб у 913 домогосподарствах у складі 778 родин. Було 963 помешкання
Расовий склад населення:
| - 97,3 % — білих - 0,8 % — азіатів - 0,5 % — чорних або афроамериканців |

До двох чи більше рас належало 1,3 %. Частка іспаномовних становила 1,1 % від усіх жителів.
За віковим діапазоном населення розподілялося таким чином: 28,4 % — особи молодші 18 років, 64,9 % — особи у віці 18—64 років, 6,7 % — особи у віці 65 років та старші. Медіана віку мешканця становила 41,0 року. На 100 осіб жіночої статі у селищі припадало 104,2 чоловіків;  на 100 жінок у віці від 18 років та старших — 102,0 чоловіків також старших 18 років.
Середній дохід на одне домашнє господарство  становив 111 286 доларів США (медіана — 104 236), а середній дохід на одну сім'ю — 120 166 доларів (медіана — 112 321). Медіана доходів становила 76 484 долари для чоловіків та 51 023 долари для жінок. За межею бідності перебувало 3,4 % осіб, у тому числі 2,4 % дітей у віці до 18 років та 0,0 % осіб у віці 65 років та старших.
Цивільне працевлаштоване населення становило 1537 осіб. Основні галузі зайнятості: освіта, охорона здоров'я та соціальна допомога — 44,3 %, науковці, спеціалісти, менеджери — 15,0 %, мистецтво, розваги та відпочинок — 8,1 %, фінанси, страхування та нерухомість — 6,6 %.